# ГЕС Бінлін
ГЕС Бінглінг (кит.: 炳灵水电站) — гідроелектростанція на півночі Китаю у провінції Ганьсу. Знаходячись між ГЕС Dàhéjiā (вище по течії) та ГЕС Liújiāxiá, входить до складу каскаду на одній із найбільших річок світу Хуанхе.
У межах проєкту річку перекрили бетонною гравітаційною греблею висотою 61 метр та довжиною 151 метр. Вона утримує водосховище з об'ємом 47,9 млн м3 та припустимим коливанням рівня поверхні в операційному режимі між позначками 1746 та 1748 метрів НРМ.
Інтегрований у греблю машинний зал обладнали п'ятьма бульбовими турбінами потужністю по 48 МВт, які використовують напір від 11,6 до 25,7 метра (номінальний напір 16,1 метра) та забезпечують виробництво 974 млн кВт·год електроенергії на рік.